# Gouvernement Rui Barros (2012-2014)
Gomes Júnior Pereira
Le gouvernement Rui Barros (2012-2014) est le gouvernement de Guinée-Bissau du 22 mai 2012 au 4 juillet 2014.

## Historique

### Formation
À la suite du coup d'État de 2012 en Guinée-Bissau, Manuel Serifo Nhamadjo est désigné le 20 avril président de transition dans le cadre d'un accord politique entre la junte et la classe politique. Après avoir refusé dans un premier temps, il accepte sa nomination le 12 mai, à la suite du ralliement de la Cédéao à la proposition.
Le 16 mai 2012, Rui Duarte de Barros est nommé Premier ministre de transition. Il forme son gouvernement le 22 mai. Il est reconduit le 7 juin 2013.

### Succession
Le 4 juillet 2014, Domingos Simões Pereira est nommé Premier ministre par le président José Mário Vaz.

## Composition

### Gouvernement du 22 mai 2012
La composition est la suivante.
| Portefeuille                                                                                                | Titulaire | Titulaire                     | Parti |
| --- | --------- | ----------------------------- | ----- |
| Premier ministre                                                                                            |           | Rui Duarte de Barros          | PRS   |
| Ministre de la Présidence du Conseil des ministres et des Affaires parlementaires                           |           | Fernando Vaz                  |       |
| Ministre de l'Intérieur                                                                                     |           | António Suka Ntchama          |       |
| Ministre de l'Industrie et du Commerce                                                                      |           | Abubacar Baldé                |       |
| Ministre des Finances                                                                                       |           | Abubacar Demba Dahaba         |       |
| Ministre de l'Économie et de l'Intégration régionale                                                        |           | Degol Mendes                  |       |
| Ministre des Affaires étrangères, de la Coopération internationale et des Communautés                       |           | Faustino Imbali               | Sans  |
| Ministre de l'Énergie et des Ressources naturelles                                                          |           | Daniel Gomes                  |       |
| Ministre de la Défense nationale et des Combattants de la liberté                                           |           | Celestino de Carvalho         |       |
| Ministre de la Justice et des Droits de l'Homme                                                             |           | Mamadú Saido Baldé            |       |
| Ministre des Travaux publics, du Logement et de l'Urbanisme                                                 |           | Fernando Gomes                |       |
| Ministre de l'Éducation nationale, de l'Enseignement supérieur, de la Jeunesse, de la Culture et des Sports |           | Vicent Pungura                |       |
| Ministre de la Santé publique                                                                               |           | Agostinho Cá                  |       |
| Ministre de l'Agriculture, des Forêts et du Développement rural                                             |           | Malam Mané                    |       |
| Ministre de la Réforme administrative et du Travail                                                         |           | Carlos Joaquim Vamain         |       |
| Ministre de l'Administration territoriale et du Gouvernement local                                          |           | Baptista Té                   |       |
| Secrétaire d'État à la Jeunesse, à la Culture et aux Sports                                                 |           | Helena Paula Barbosa          |       |
| Secrétaire d'État aux Transports et aux Communications                                                      |           | Carlos Nhaté                  |       |
| Secrétaire d'État aux Combattants de la liberté nationale                                                   |           | Mussa Djata                   |       |
| Secrétaire d'État chargé du Budget                                                                          |           | Tomásia Lopes Moreira Manjuba |       |
| Secrétaire d'État chargée du Trésor                                                                         |           | Gino Mendes                   |       |
| Secrétaire d'État à l'Éducation, à la Formation professionnelle et à l'Emploi                               |           | Salvador Tchongo              |       |
| Secrétaire d'État à la Réforme administrative                                                               |           | Quintino Alves                |       |
| Secrétaire d'État à la Sécurité et à l'Ordre public                                                         |           | Basílio Mancuro Sanca         |       |
| Secrétaire d'État à l'Environnement et au Tourisme                                                          |           | Agostinho da Costa            |       |
| Secrétaire d'État à la Pêche et aux Ressources halieutiques                                                 |           | Óscar Suca Baldé              |       |
| Secrétaire d'État à la Communication sociale                                                                |           | Rogério Dias                  |       |
| Secrétaire d'État à l'Énergie                                                                               |           | Eurico Abduramane Djaló       |       |
| Secrétaire d'État au Commerce                                                                               |           | Ibraima Djaló                 |       |

### Gouvernement du 7 juin 2013
La composition est la suivante.
| Portefeuille                                                                                                | Titulaire | Titulaire                     | Parti |
| --- | --------- | ----------------------------- | ----- |
| Premier ministre                                                                                            |           | Rui Duarte de Barros          | PRS   |
| Ministre de la Présidence du Conseil des ministres et des Affaires parlementaires                           |           | Fernando Vaz                  |       |
| Ministre de l'Intérieur                                                                                     |           | António Suka Ntchama          |       |
| Ministre de l'Industrie et du Commerce                                                                      |           | Abubacar Baldé                |       |
| Ministre des Finances                                                                                       |           | Gino Mendes                   |       |
| Ministre de l'Économie et de l'Intégration régionale                                                        |           | Degol Mendes                  |       |
| Ministre des Affaires étrangères, de la Coopération internationale et des Communautés                       |           | Fernando Delfim da Silva      |       |
| Ministre de l'Énergie et des Ressources naturelles                                                          |           | Daniel Gomes                  |       |
| Ministre de la Défense nationale et des Combattants de la liberté                                           |           | Celestino de Carvalho         |       |
| Ministre de la Justice et des Droits de l'Homme                                                             |           | Mamadú Saido Baldé            |       |
| Ministre des Travaux publics, du Logement et de l'Urbanisme                                                 |           | Fernando Gomes                |       |
| Ministre de l'Éducation nationale, de l'Enseignement supérieur, de la Jeunesse, de la Culture et des Sports |           | Vicent Pungura                |       |
| Ministre de la Santé publique                                                                               |           | Agostinho Cá                  |       |
| Ministre de l'Agriculture, des Forêts et du Développement rural                                             |           | Malam Mané                    |       |
| Ministre de la Réforme administrative et du Travail                                                         |           | Carlos Joaquim Vamain         |       |
| Ministre de l'Administration territoriale et du Gouvernement local                                          |           | Baptista Té                   |       |
| Secrétaire d'État à la Jeunesse, à la Culture et aux Sports                                                 |           | Helena Paula Barbosa          |       |
| Secrétaire d'État aux Transports et aux Communications                                                      |           | Carlos Nhaté                  |       |
| Secrétaire d'État aux Combattants de la liberté nationale                                                   |           | Mussa Djata                   |       |
| Secrétaire d'État chargé du Budget                                                                          |           | Tomásia Lopes Moreira Manjuba |       |
| Secrétaire d'État chargée du Trésor                                                                         |           | Gino Mendes                   |       |
| Secrétaire d'État à l'Éducation, à la Formation professionnelle et à l'Emploi                               |           | Salvador Tchongo              |       |
| Secrétaire d'État à la Réforme administrative                                                               |           | Quintino Alves                |       |
| Secrétaire d'État à la Sécurité et à l'Ordre public                                                         |           | Basílio Mancuro Sanca         |       |
| Secrétaire d'État à l'Environnement et au Tourisme                                                          |           | Agostinho da Costa            |       |
| Secrétaire d'État à la Pêche et aux Ressources halieutiques                                                 |           | Óscar Suca Baldé              |       |
| Secrétaire d'État à la Communication sociale                                                                |           | Rogério Dias                  |       |
| Secrétaire d'État à l'Énergie                                                                               |           | Eurico Abduramane Djaló       |       |
| Secrétaire d'État au Commerce                                                                               |           | Ibraima Djaló                 |       |